# 大兴安岭农工商联合公司
大兴安岭农工商联合公司，是中国内蒙古自治区呼伦贝尔市鄂伦春自治旗下辖的一个类似乡级单位。2018年12月，中华人民共和国国家民族事务委员会决定命名其为第六批全国民族团结进步创建示范区（单位）。

## 行政区划
大兴安岭农工商联合公司共辖以下地区：
农工商联合公司四场、农工商联合公司六场、农工商联合公司七场。